# Кирилл (Афендулидис)
Митрополит Кирилл (греч. Μητροπολίτης Κύριλλος Αφεντουλίδης; ? Понт, Османская империя — 5 ноября 1942, Килкис, Греция) — епископ Константинопольской православной церкви патриархата, митрополит Поленинский и Килкиский (1928—1942).

## Биография
После окончания Халкинской богословской школы, преподавал в женском училище Запио в Константинополе.
27 февраля 1922 года в Георгиевском патриаршем соборе митрополитами Халкидонским Николаем (Саккопулосом), Никейским Василием (Георгиадисом), Амасийским Германом (Каравангелисом), Филипским и Драмским Лаврентием (Пападопулосом) и Приконисским Георгием (Мисаилидисом) был рукоположен в сан епископа и возведён в достоинство митрополита Дарданелльского.
16 октября 1924 года был избран управляющим Нигритской митрополией.
21 июня 1928 года избран митрополитом Поленинским и Килкиским. Стал известен своей благотворительной деятельностью и закладкой в Килкисе кафедрального храма в честь Преображения Господня.
Скончался 5 ноября 1942 года в Килкисе, в Греции.